# Рахматулин, Халил Ахмедович
Халил Ахмедович Рахматулин (23 апреля 1909, Токмак — 10 января 1988, Москва) — советский учёный-механик, педагог и организатор науки, академик Академии наук Узбекской ССР. Герой Социалистического Труда. Лауреат Сталинской премии.

## Биография
Родился в 1909 году в киргизском городе Токмак (ныне — Чуйская область, Кыргызстан). Сын татарки и узбека, четвёртый (младший) ребёнок в семье. Потерял отца — Рахматуллу-ака — до своего рождения на свет, через несколько лет умерла и мать. Имя отца стало его фамилией, а для отчества он взял имя старшего брата, который воспитал его. Воспитывался в многодетной (9 детей) семье старшей сестры матери. Способности мальчика к учёбе разглядел муж сестры, учитель, Давлет-ака, который и привил Халилу интерес к математике.
Трудовую деятельность начал с 10-летнего возраста. В 1925 году поступил в Ташкентский педагогический техникум, по окончании которого преподавал в нём. Учёбу продолжил на физико-математическом факультете Среднеазиатского государственного университета в Ташкенте. Неожиданно выбранную им специальность — механику — в ташкентском университете закрыли. Рахматулину предложили выбрать другую, но он проявил характер: решил учиться в Московском университете.
В 1931 году при личном содействии А. В. Луначарского Рахматулин перевёлся в Московский государственный университет.
Окончил механико-математический факультет МГУ (1934).
В 1937 году под руководством Ф. И. Франкля (руководитель был всего лишь на 4 года старше своего аспиранта) защитил кандидатскую диссертацию по аэродинамике больших скоростей и был оставлен на механико-математическом факультете доцентом и заведующим аэродинамической лабораторией. В отчёте о научно-исследовательской работе МГУ за 1940 год в числе наиболее выдающихся упоминалась работа, выполненная доцентом X. А. Рахматулиным по исследованию аэродинамики парашюта.
Вместе с МГУ с октября 1941 года Х. А. Рахматулин находился в эвакуации в Ашхабаде, где подготовил докторскую диссертацию «Теория парашюта», которую защитил в 1943 году. Теория позволяла выявить зависимость коэффициента сопротивления парашюта от его конструктивных параметров, определить напряжённое состояние купола парашюта и предложить эффективные способы упрочения купола и уменьшения его напряжения. На основании результатов исследований аэродинамических и прочностных свойств парашютов, проведённых Рахматулиным и его сотрудниками, в военные годы было разработано, внедрено в производство и нашло широкое применение на фронте несколько новых видов парашютных конструкций.
Важным направлением исследовательских работ Рахматулина накануне и в годы войны явилось изучение аэродинамики привязанных аэростатов, выяснение закономерностей в работе тросов в системах воздушных заграждений. Рахматулину впервые в мировой науке удалось решить эту задачу для случая
возникновения упругих деформаций, а затем и для случая возникновения пластических деформаций. Теоретические работы учёного сыграли заметную роль при создании системы противовоздушных заграждений советских городов, и, в частности, столицы нашей Родины, что было особо отмечено при награждении Рахматулина медалью «За оборону Москвы».
За научные работы в годы Великой Отечественной войны Рахматулин был удостоен премии имени М. В. Ломоносова (1945) и Сталинской премии второй степени (1949). Его деятельность отмечена тремя орденами Ленина, орденами Трудового Красного Знамени, «Знак Почёта», присвоено звание Героя Социалистического Труда (1979).
Рахматулин входил в комиссии по оценке германских разработок в области ракетной техники, в 1945 году выезжал в Германию. В 1947 году в подмосковном Калининграде был организован ракетный центр (НИИ-88, ныне — ЦНИИ машиностроения), где заведующим конструкторским отделом был С. П. Королёв, заместителем начальника по науке — А. А. Ильюшин, по инициативе которого Рахматулина приглашают в НИИ-88 на работу — исследовать движение тел при сверхзвуковых скоростях. Несколько ранее этого Х. А. Рахматулин был избран академиком Академии наук Узбекской ССР.
После войны в ЦНИИ машиностроения — головном институте ракетно-космической отрасли под руководством Рахматулина была создана уникальная для того времени экспериментальная база для исследований проблем спуска летательных аппаратов, входящих в атмосферу на первой и второй космических скоростях. Установка позволяла в лаборатории создать условия высокоскоростного движения космических аппаратов в атмосфере, позволяла разогревать газ в потоке до температур 6000 °C при давлении до 100 атмосфер. На ней проходили испытания всех теплозащитных покрытий космических аппаратов. Ударные трубы большого диаметра для моделирования прохождения всего участка плотных слоёв атмосферы (температуры до 11 000 °C, скорости до 11 км/с) позволяли исследовать образцы космической техники в натуральную величину. Установка адиабатического сжатия доводила воздух до плотности алюминия, при этом достигались температуры, как при спуске космического аппарата в атмосфере. Применение теплопроводных материалов позволило в этих условиях вести эксперименты продолжительностью до 3 минут. Работа по экспериментальной аэродинамике, выполненная на этой установке под руководством и при непосредственном участии Х. А. Рахматулина, была удостоена Государственной премии СССР (1974).
Был научным руководителем НИИ парашютно-десантных систем. Предложил пушку для испытания парашютов при разработке их различных типов для мягкой посадки спускаемых космических аппаратов. Его теория поперечного удара по гибким нитям была использована при создании тормозных авиафинишёров на авианосцах.
Основатель кафедр газовой динамики (1951) и волновой динамики (1954), впоследствии объединённых в кафедру газовой и волновой динамики, которой Рахматулин руководил до конца своей жизни. Один из создателей Института механики МГУ (1959).
Вошёл в Первоначальный состав Национального комитета СССР по теоретической и прикладной механике (1956)
Похоронен на Кунцевском кладбище.

## Интересные факты
- Умение решать математические задачи сыграло важную роль в семейной жизни Х. А. Рахматулина: он один сумел разобраться в задаче из дипломной работы знакомой студентки отделения математики Татьяны Белой и быстро решить её. Диплом был особо отмечен молодым в то время профессором И. Г. Петровским, а студентка стала женой Х. А. Рахматулина.[8]
- За доброжелательность и мягкость на экзаменах Х. А. Рахматулин имел передававшееся из поколения в поколение студентами и аспирантами шутливое прозвище — «друг народа».[9]
- Рахматулин поинтересовался, чем вызвано плохое настроение его ученика Ю. А. Демьянова. Тот отвечал, что обнаружил в своей работе ошибку. «Так это же замечательно!» — восхитился Халил Ахмедович, «Теперь в вашей работе одной ошибкой меньше!» (устные воспоминания Ю. А. Демьянова)

## Награды
- Герой Социалистического Труда (23.04.1979)[10]
- четыре ордена Ленина (20.04.1956, 21.12.1957, 22.04.1969, 23.04.1979)[10]
- орден Трудового Красного Знамени (17.06.1961)[10]
- орден «Знак Почёта» (16.10.1951)[10]
- медаль «За оборону Москвы»
- заслуженный деятель науки и техники РСФСР (1965) и УзССР (1959)
- Сталинская премия второй степени (1949)[10]
- Государственная премия СССР (1974)[10]
- премия Совета министров СССР (1985, 1990)
- Государственная премия УзССР имени Бируни (1968)[11]
- Премия имени М. В. Ломоносова II степени (1945) за труд «О распространении нелинейных волн в задачах теории упругости и пластичности»

## Основные труды
- Рахматулин Х. А., Демьянов Ю. А. Прочность при интенсивных кратковременных нагрузках, 1961.

## Память
Российским национальным комитетом по теоретической и прикладной механике учреждена медаль имени Х. А. Рахматулина.